# Gromo
Gromo är en ort och kommun i provinsen Bergamo i regionen Lombardiet i Italien. Kommunen hade 1 201 invånare (2018).